# Disphragis dolorosa
Disphragis dolorosa is een vlinder uit de familie van de tandvlinders (Notodontidae). De wetenschappelijke naam van de soort is, als Heterocampa dolorosa, voor het eerst geldig gepubliceerd in 1911 door William Schaus.

## Type
- syntypes: "males en females"
- instituut: USNM Smithsonian Institution, Washington, U.S.A.
- typelocatie: "Costa Rica, Tuis, Juan Vinas"